# The Hills Have Eyes 2
The Hills Have Eyes 2 (titulada: Las colinas tienen ojos 2 o El retorno de los malditos en España, El despertar del Diablo 2 en Argentina y Venezuela y El despertar del Diablo II en México) es una película de terror, slasher y gore estadounidense de 2007 dirigida por Marton Weisz. Es la secuela de The Hills Have Eyes, estrenada un año antes, que fue dirigida por el director francés Alexandre Aja. Está escrita por Wes Craven (Scream) en colaboración con su hijo Jonathan Craven y protagonizada por Jessica Stroup, Flex Alexander, Michael McMillian, Jacob Vargas, Daniella Alonso, Reshad Strik, Eric Edelstein y Lee Thompson Young, interpretando a un grupo de soldados que cruza el desierto en una misión rutinaria, pero que se encuentran con unos sádicos mutantes (interpretados por Michael Bayley Smith y Derek Mears, entre otros) a los que tendrán que hacer frente.

## Argumento
Lo que comenzó con la familia Carter, no llegó claramente a su fin. Como parte de una misión habitual, una unidad de soldados de la Guardia Nacional se detiene en una posición avanzada de Nuevo México para entregar equipo a un grupo de científicos atómicos. Sin embargo, al llegar al aislado campo de investigación, lo hallan misteriosamente desierto. Después de haber divisado una señal de socorro en una lejana cordillera, el equipo decide emprender una misión de búsqueda y rescate por las montañas con el fin de localizar a los científicos desaparecidos. No saben que éstas son las mismas montañas que la desventurada familia Carter visitó en una ocasión, y en las que acecha una tribu de mutantes antropófagos. Y en esta ocasión, las fuerzas del mal que pretenden la aniquilación de los soldados son aún mayores: el peor de los más degenerados (Papá Hades, el patriarca de la familia) quiere conservar a las mujeres como bestias de cría para garantizar la supervivencia del clan de los mutantes. De esta forma, el desprevenido grupo de soldados debe aprender a hacer causa común contra un enemigo cuya obsesión es la de destruirlos.

## Reparto
| Actor                | Personaje                          |
| -------------------- | ---------------------------------- |
| Michael McMillian    | Soldado Michael "Napoleón" Napoli  |
| Jessica Stroup       | Soldado Amber "Barbie" Johnson     |
| Daniella Alonso      | Soldado Marisol "Missy" Martínez   |
| Jacob Vargas         | Soldado Medina "Crank" Crackero    |
| Lee Thompson Young   | Cabo Delmar Thompson               |
| Ben Crowley          | Soldado Benjamin "Stump" Locke     |
| Eric Edelstein       | Soldado Eric "Spit" Spitter        |
| Flex Alexander       | Sargento Jeffrey "Sarge "Millstone |
| Reshad Strik         | Soldado Mickey Elrod               |
| Michael Bailey Smith | Papá Hades                         |
| Derek Mears          | Camaleón                           |
| David Reynols        | Hansel                             |

Philip Pavel Dr. Paul Foster